# Herta Brünen-Niederhellmann
Herta Brünen-Niederhellmann (* 16. März 1906 in Ruhrort; † 14. September 1981 in Meiderich) war eine deutsche Politikerin, Verbandsfunktionärin und Widerstandskämpferin. Sie wurde vom NS-Regime in verschiedenen Frauen-Konzentrationslagern und -Zuchthäusern inhaftiert.

## Leben
Herta Brünen-Niederhellmann wuchs als Herta Niederhellmann mit einer Schwester und drei Brüdern in einem bürgerlich-christlichen Elternhaus auf. Sie arbeitete als Büroangestellte bei der Stadt Duisburg.
Sie wurde Mitglied der Sozialistischen Arbeiter-Jugend (SAJ), der Sozialdemokratischen Partei Deutschlands (SPD) und trat gemeinsam mit ihrem Freund Eberhard Brünen (1906–1980), 1931 der neu gegründeten Sozialistischen Arbeiterpartei Duisburg, einer linken Abspaltung der SPD, bei. Im Herbst 1933 wurde sie von der Gestapo ins KZ Brauweiler gebracht. Im Frühjahr 1934 entlassen, wurde sie wenig später erneut festgenommen, gefoltert und wegen Hochverrats verurteilt. Anschließend wurde sie in verschiedenen Frauen-Zuchthäusern und Konzentrationslagern eingesperrt, u. a. dem KZ Ravensbrück.
Brünen-Niederhellmann war SPD-Bezirksvorsteherin von Ruhrort, als einzige Frau im Gewerkschaftsvorstand und Bürgerausschuss von Duisburg und bei der Arbeiterwohlfahrt (AWO) und Vereinigung der Verfolgten des Naziregimes (VVN) aktiv. Sie war langjährige SPD-Stadtverordnete und AWO-Vorsitzende. In Duisburg war sie für die Neugründung der AWO verantwortlich und leitete diese von 1948 bis 1968.

## Ehrungen
- 1980 erhielt Brünen-Niederhellmann die Marie-Juchacz-Plakette der Arbeiterwohlfahrt.